# Bourgbarré
Bourgbarré is een gemeente in het Franse departement Ille-et-Vilaine in de regio Bretagne. De plaats maakt deel uit van het arrondissement Rennes. Bourgbarré telde op 1 januari 2022 4.692 inwoners.

## Geografie
De oppervlakte van Bourgbarré bedroeg op 1 januari 2022 14,2 vierkante kilometer; de bevolkingsdichtheid was toen 330,4 inwoners per km².

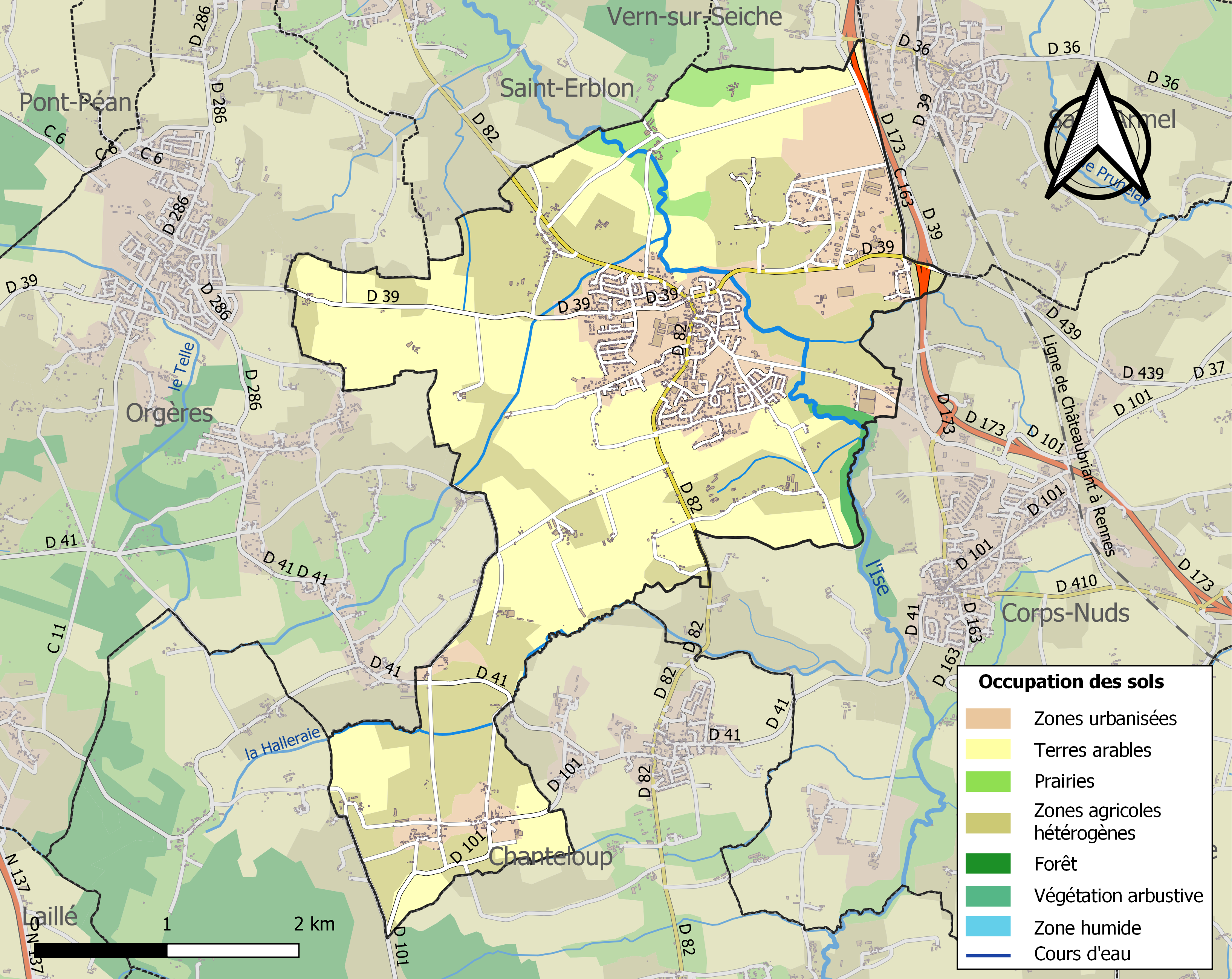
Kaart van de gemeente met belangrijkste infrastructuur, bodemgebruik en omliggende gemeenten

## Demografie
Onderstaande figuur toont het verloop van het inwonertal, bron: INSEE-tellingen. 